# Tarik Tiszúdálí
Tarik Tiszúdálí (Amszterdam, 1993. április 2. –) marokkói válogatott labdarúgó, a belga Gent csatárja.

## Pályafutása

### Klubcsapatokban
Tiszúdálí Hollandia fővárosában, Amszterdamban született. Az ifjúsági pályafutását a Argon csapatában kezdte, majd a Sparta Nijkerk akadémiájánál folytatta.
2014-ben mutatkozott be a Telstar másodosztályban szereplő felnőtt keretében. 2016-ban a francia Le Havre szerződtette. 2017 és 2018 között a Cambuur, a VVV-Venlo és a De Graafschap csapatát erősítette kölcsönben. 2018-ban a belga Beerschothoz igazolt. 2021. február 1-jén szerződést kötött az első osztályban érdekelt Gent együttesével. 2021. február 7-én, az Eupen ellen hazai pályán 2–2-es döntetlennel zárult bajnokin debütált és egyben megszerezte első két gólját is a klub színeiben.

### A válogatottban
Tiszúdálí 2022-ben debütált a marokkói válogatottban. Először a 2022. január 10-ei, Ghána ellen 1–0-ra megnyert mérkőzés 78. percében, Imran Lúzát váltva lépett pályára. Első válogatott gólját 2022. március 25-én, Kongói DK ellen 1–1-es döntetlennel zárult VB-selejtezőn szerezte meg.

## Statisztikák
2023. július 30. szerint
| Klub                       | Szezon   | Osztály               | Bajnokság | Bajnokság | Kupa  | Kupa | Nemzetközi | Nemzetközi | Összesen | Összesen |
| Klub                       | Szezon   | Osztály               | Meccs     | Gól       | Meccs | Gól  | Meccs      | Gól        | Meccs    | Gól      |
| -------------------------- | -------- | --------------------- | --------- | --------- | ----- | ---- | ---------- | ---------- | -------- | -------- |
| Telstar                    | 2014–15  | Eerste Divisie        | 37        | 4         | 0     | 0    | —          | —          | 37       | 4        |
| Telstar                    | 2015–16  | Eerste Divisie        | 36        | 19        | 1     | 0    | —          | —          | 37       | 19       |
| Telstar                    | Összesen | Összesen              | 73        | 23        | 1     | 0    | 0          | 0          | 74       | 23       |
| Cambuur (kölcsönben)       | 2016–17  | Eerste Divisie        | 20        | 7         | 2     | 0    | —          | —          | 22       | 7        |
| VVV-Venlo (kölcsönben)     | 2017–18  | Eredivisie            | 11        | 1         | 2     | 0    | —          | —          | 13       | 1        |
| De Graafschap (kölcsönben) | 2017–18  | Eerste Divisie        | 20        | 10        | 0     | 0    | —          | —          | 20       | 10       |
| Beerschot                  | 2018–19  | Challenger Pro League | 34        | 7         | 2     | 0    | —          | —          | 36       | 7        |
| Beerschot                  | 2019–20  | Challenger Pro League | 20        | 5         | 1     | 0    | —          | —          | 21       | 5        |
| Beerschot                  | 2020–21  | Jupiler League        | 19        | 8         | 0     | 0    | —          | —          | 19       | 8        |
| Beerschot                  | Összesen | Összesen              | 73        | 20        | 3     | 0    | 0          | 0          | 76       | 20       |
| Gent                       | 2020–21  | Jupiler League        | 14        | 5         | 3     | 1    | —          | —          | 17       | 6        |
| Gent                       | 2021–22  | Jupiler League        | 34        | 21        | 5     | 2    | 13         | 4          | 52       | 27       |
| Gent                       | 2022–23  | Jupiler League        | 12        | 2         | 1     | 0    | 2          | 0          | 15       | 2        |
| Gent                       | 2023–24  | Jupiler League        | 1         | 0         | 0     | 0    | 1          | 0          | 2        | 0        |
| Gent                       | Összesen | Összesen              | 71        | 28        | 9     | 3    | 16         | 4          | 96       | 35       |
| Összesen                   | Összesen | Összesen              | 258       | 89        | 17    | 3    | 16         | 4          | 291      | 96       |

### A válogatottban
| Válogatott | Év       | Pályára lépés | Gól |
| ---------- | -------- | ------------- | --- |
| Marokkó    | 2022     | 9             | 2   |
| Marokkó    | 2023     | 2             | 0   |
| Összesen   | Összesen | 11            | 2   |

#### Góljai a válogatottban
| # | Időpont           | Helyszín                                                      | Ellenfél  | Gólok | Eredmény | Kiírás               |
| - | ----------------- | ------------------------------------------------------------- | --------- | ----- | -------- | -------------------- |
| 1 | 2022. március 25. | Mártírok Stadionja, Kinshasa, Kongói Demokratikus Köztársaság | Kongói DK | 1–1   | 1–1      | 2022-es VB-selejtező |
| 2 | 2022. március 29. | Stade Mohammed V, Casablanca, Marokkó                         | Kongói DK | 2–0   | 4–1      | 2022-es VB-selejtező |

## Sikerei, díjai
Beerschot
- Challenger Pro League
  - Feljutó (1): 2019–20

Gent
- Belga Kupa
  - Győztes (1): 2021–22

- Belga Szuperkupa
  - Döntős (1): 2022